# Beatriz de Saboya (señora de Villena)
Beatriz de Saboya (1250-1292) era la hija de Amadeo IV el conde de Saboya y su segunda esposa, Cecilia de Baux. Era miembro de la casa de Saboya por nacimiento, por su segundo matrimonio pasó a ser conocida como señora de Villena.
Beatriz era hermana de doble vínculo de Bonifacio, conde de Saboya, así como dos hermanas Leonor y Constanza. Tenía dos medio hermanas de mayor edad del primer matrimonio de su padre, la mayor Beatriz y Margarita.
A la muerte de su padre en 1253, Beatriz recibió una cantidad de dinero como herencia. A la muerte de su hermano de diez años, el conde Bonifacio, le sucedió su tío como Pedro II, conde de Saboya. Cuando Pedro murió, Betriz había renunciado a su pretensión a Saboya junto con el consentimiento de su madre en favor de la sucesión de su otro tío como Felipe I, conde de Saboya, en el artículo (datado 21 de octubre de 1268) se refieren a ella como Contesson  posiblemente para distinguirla de su medio hermana mayor del mismo nombre. En un acta datada el 11 de agosto de 1266 del papa Clemente IV presumiblemente habla de que el conde Felipe donó propiedad a su sobrina «B» más probablemente refiriéndose a Beatriz.
Beatriz fue comprometida primero a Jaime, segundo hijo de Jaime I de Aragón sin embargo, el contrato se rompió el 11 de agosto de 1266. Diez años después de la ruptura del compromiso, Jaime se convirtió en rey de Mallorca.
Beatriz se casó por vez primera el 21 de octubre de 1268 a Pedro de Chalon, señor de Châtelbelin, hijo de Jean l'Antique. Pedro otorgó propiedades a su esposa en 1269. La pareja estuvo casada durante no más de seis años antes de que Pedro muriera, no tuvieron hijos.
Se celebró un segundo matrimonio en 1274, con Manuel de Castilla; este era el segundo matrimonio de los dos, la primera esposa de Manuel Constanza (hermana de Jaime el antiguo prometido de Beatriz) había muerto dejándole con dos hijos. Manuel y Beatriz tuvieron un hijo, Juan Manuel quien nació en Escalona el 5 de mayo de 1282. Manuel murió un año después del nacimiento de su hijo y por lo tanto le sucedió pues el otro hijo de Manuel, el que había tenido con Constanza, había muerto joven. Beatriz cuidó de su hijo hasta su propia muerte nueve años más tarde, momento en el cual Juan Manuel quedó a cargo de su tío, el rey Sancho IV de Castilla.